# Sport Club Ulbra Ji-Paraná
Maillots
Le Sport Club Ulbra Ji-Paraná est un club brésilien de football basé à Ji-Paraná dans l'État de Rondônia.

## Palmarès
- Championnat de l'État de Rondônia
  - Champion : 2006, 2007, 2008